# Isabella di Neuchâtel
Isabella di Neuchâtel, contessa di Neuchâtel (1335 – 25 dicembre 1395), è stata una nobile svizzera.

## Biografia
Figlia primogenita del conte Luigi I di Neuchâtel e di sua moglie, Giovanna di Montfaucon, Isabella fu contessa di Neuchâtel dalla morte di suo padre nel 1373 sino al 1395, anno della sua morte. Tale designazione era dovuta al fatto che tutti i figli maschi di suo padre gli erano premorti e quanto questi venne a mancare, la sua eredità venne suddivisa tra Isabella e sua sorella Varenne che però sopravvisse di poco alla morte del genitore.
Alla morte di Varenne, infatti, Isabella richiese l'investitura della baronìa di Le Landeron alla propria linea all'arcivescovo di Besançon in quanto sin dal 1214 egli era stato designato quale autorità atta a decidere sulla contea di Neuchatel da un trattato sottoscritto dal conte Bertoldo I, dal vescovo di Losanna e dall'arcivescovo di Besançon. Nel 1375, Isabella cedette la foresta presso la città di Erlach al conte Amedeo VI di Savoia.
Isabella sposò Rodolfo IV di Nidau ma il matrimonio rimase senza eredi e nel 1394 ella pensò di nominare a suo erede universale suo nipote Corrado IV di Friburgo, detto di Furstemberg. Quando Isabella morì dunque il 25 dicembre 1395, venne sepolta nel mausoleo fatto costruire da suo padre Luigi I nella chiesa parrocchiale di Neuchâtel e con lei si estinse la linea diretta della casata di Neuchâtel che aveva retto la contea per 360 anni.